# Famille d'Yse (Dauphiné)
Pour les articles homonymes, voir Yse.
La famille d'Yse puis d'Yse de Saléon est une ancienne famille noble originaire du Dauphiné, éteinte au XVIIIe siècle.

## Histoire
Famille d'origine provençale connue depuis Crapace, époux de Lunette Boniface. Une branche se fixe en Gapençais au XVIe siècle. Lesdiguière vend Rosans à Jean-Antoine d'Yse pour 20.000 écus. Jean-Antoine d'Yse obtient d'Henri IV un brevet de gentilhomme de la chambre du roi en 1600.
Les d'Yse sont électeurs de la noblesse aux Etat provinciaux de Romans en 1787.

## Personnalités
Principales personnalités: 
- Guigue d'Yse, chevalier, combat à Varey en 1326,
- Isnard d'Yse, gouverneur de Madremagne (Catalogne) en 1470,
- Crapace d'Yse, seigneur de Vaumeilh en 1424,
- Jean d'Yse d'Ancelle, seigneur d'Ancelle, épouse Jeanne d'Orcières,
- Pierre d'Yse, gouverneur d'Exilles,
- Jean d'Yse de Rosans, dit capitaine Rosans, seigneur de Miribel, gentilhomme ordinaire de la chambre des rois Henri IV et Louis XIII, lieutenant de Lesdiguières en 1594,
- François d'Yse, conseiller au parlement de Grenoble,
- Pierre d'Yse, capitaine du régiment de Turenne,
- Jacques d'Yse de Rosans, seigneur de Saléon, baron de Châteauneuf, président à mortier au parlement de Grenoble, épouse Suzanne de Reynard,
- Jean d'Yse de Saléon, évèque d'Agen, évêque de Rhodez, archevêque de Vienne en 1746,
- Jacques d'Yse, président du parlement du Dauphiné en 1737.

## Titres
- Baron de Châteauneuf,
- Seigneuries d'Ancelle, Rosans, Saléon, Jarjayes, Vaumeilh.

## Armes
| Image | Armoiries |
| ----- | --- |
|       | Armes: D'argent, au lion de gueules ; à la bande d'azur chargée en chef d'une fleur de lys d'or, brochant sur le tout. |

## Alliances
Les principales alliances de la famille en Dauphiné sont : d'Ancelle, de Boniface, de Montolieu, de Caritat, d'Orcières, d'Arène, de Vaulserre des Adrets, de Reynard d'Avançon, Artaud de Montauban, de Perrachon, de Piolenc.